# Rune Sola
Rune Sola (ur. 1984 w Randaberg) – norweski żużlowiec.

## Życiorys
Wielokrotny reprezentant Norwegii w eliminacjach indywidualnych mistrzostw świata. Uczestnik turnieju o Grand Prix (Hamar 2004 – XXII miejsce).
Pięciokrotnie złoty (2006, 2007, 2008, 2009, 2010), czterokrotnie srebrny (2002, 2004, 2013–2014) oraz brązowy (2015) medalista indywidualnych mistrzostw Norwegii. Dwukrotny złoty medalista mistrzostw Norwegii par klubowych (2009–2010). Trzykrotnie złoty (2003, 2008, 2012), dwukrotnie srebrny (2004–2005) oraz czterokrotnie brązowy medalista (2001, 2006–2007, 2009) drużynowych mistrzostw Norwegii.
Startował w ligach norweskiej, duńskiej i szwedzkiej w barwach klubów: Norbaggarna, Norspeed Oslo, Smederna Eskilstuna oraz Valsarna Hagfors.

## Przynależność klubowa
Norwegia
- Riska MSK (2001)
- Riska MSK (2003–2009)
- Riska MSK (2011–2012)
- Elgane MK

Szwecja
- Norbaggarna (2001)
- Norspeed Oslo (2002)
- Smederna Eskilstuna (2004)
- Valsarna Hagfors (2005–2006)

Dania
- Brovst SC (2002)
- Outrup SK (2005–2006)
- Holstebro SK (2005–2009)
- Holsted SK (2009)

## Starty w Grand Prix (indywidualnych mistrzostwach świata na żużlu)

### Punkty w poszczególnych zawodachGrand Prix
| Sezon 2004             |                  |                     |                                |                      |                           |                     |                       |                     |         |         |         |         |         |         |         |         |         |         |         |         |         |         |         |         |         |        |        |        |        |        |        |        |        |        |        |        |        |        |        |        |        |        |        |        |        |        |        |
| GP Szwecji – Sztokholm | GP Czech – Praga | GP Europy – Wrocław | GP Wielkiej Brytanii – Cardiff | GP Danii – Kopenhaga | GP Skandynawii – Göteborg | GP Słowenii – Krško | GP Polski – Bydgoszcz | GP Norwegii – Hamar | miejsce | miejsce | miejsce | miejsce | miejsce | miejsce | miejsce | miejsce | miejsce | miejsce | miejsce | miejsce | miejsce | miejsce | miejsce | miejsce | miejsce | punkty | punkty | punkty | punkty | punkty | punkty | punkty | punkty | punkty | punkty | punkty | punkty | punkty | punkty | punkty | punkty | punkty | punkty | punkty | punkty | punkty | punkty |
| –                      | –                | –                   | –                              | –                    | –                         | –                   | –                     | 2                   | 40      | 40      | 40      | 40      | 40      | 40      | 40      | 40      | 40      | 40      | 40      | 40      | 40      | 40      | 40      | 40      | 40      | 2      | 2      | 2      | 2      | 2      | 2      | 2      | 2      | 2      | 2      | 2      | 2      | 2      | 2      | 2      | 2      | 2      | 2      | 2      | 2      | 2      | 2      |

| Statystyki        | Statystyki |
| ----------------- | ---------- |
| Starty            | 1          |
| Zwycięstwa        | 0          |
| Miejsca na podium | 0          |
| Finalista         | 0          |
| Punkty            | 2          |